# Анисько, Владимир Антонович
Владимир Антонович Анисько (3 октября 1937 — 5 августа 2005) — советский и российский актёр театра и кино. Народный артист Российской Федерации (1999).

## Биография
Владимир Анисько родился Хабаровске 3 октября 1937 года (по другим данным родился в посёлке Софийск Хабаровского края).
В 1961 году окончил школу-студию МХАТ (курс А. М. Карева).
С 1960 года служил в Московском драматическом театре им. Станиславского.
В некоторых спектаклях он играл одновременно несколько ролей: три роли в «Процессе» по Ф. Кафке, восемь ролей в «Дон Кихоте» М. А. Булгакова.
Умер 5 августа 2005 года в Москве. Похоронен на кладбище «Ракитки».

## Семья
Супруга — Тамара Алексеевна Витченко (1938—1997), актриса драматического театра им. Станиславского.

## Признание и награды
- Заслуженный артист РСФСР (24.12.1973)
- Народный артист Российской Федерации (26.01.1999)

## Творчество

### Театральные работы
- «Ученик дьявола» Б. Шоу — Ричард[2];
- «Трёхгрошовая опера» Б. Брехта, К. Вайля — Мэкхит;
- «Анна» М. А. Ганиной — Николай;
- «Исповедь молодого человека» (Подросток) по Ф. М. Достоевскому — Версилов;
- «Женитьба Белугина» А. Н. Островского и Н. Я. Соловьёва — Агишин;
- «Продавец дождя» Р. Нэша — Билл Старбак;
- «Исповедь» по автобиографической книге А. И. Герцена «Былое и думы» — Герцен;
- «Собачье сердце» по М. А. Булгакову — профессор Преображенский;
- «Танго» С. Мрожека — Стомил;
- «Иванов» А. П. Чехова — Лебедев;
- «Грехи его отца» по «Привидениям» Г. Ибсена — пастор Мандерс (театр Маяковского);
- «Дачники» М. Горького — Басов;
- «Полковнику никто не пишет» по Г. Гарсия Маркесу — Сабас;
- «Мужской род, единственное число» Ж. Ж. Брикера и М. Ласега — Альбер;
- «Мещанин-дворянин» Мольера — учитель философии.

## Фильмография
- 1961 — Чистое небо — приятель Алексея в бомбоубежище;
- 1965 — 26 бакинских комиссаров;
- 1969 — Комендант Лаутербурга - эпизод;
- 1969 — Обвиняются в убийстве — Карташов, лётчик, народный заседатель;
- 1970 — Освобождение;
- 1971 — Инспектор уголовного розыска — Володя Архипов, художник;
- 1975 — Продавец дождя — Билл Старбак;
- 1976 — Псевдоним: Лукач — Петров;
- 1976 — Солдаты свободы — адъютант Толбухина;
- 1977 — Последняя двойка — Леван;
- 1978 — Женитьба Белугина — Николай Егорович Агишин;
- 1978 — Василий Шукшин. По страницам прозы;
- 1979 — Так и будет — Николаша;
- 1979 — Следствие ведут ЗнаТоКи. Подпасок с огурцом — Антон Владимирович Цветков;
- 1979 — Повесть об одной любви — Борис Антонович Воронин, главный редактор;
- 1980 — Осенних дней очарованье — коллекционер;
- 1980 — Быстрее собственной тени — отец Елены;
- 1981 — Затишье — Пётр Алексеевич Веретьев, помещик, брат Надежды;
- 1981 — Ленин в Париже — «наплевист»;
- 1982 — Детский мир — Никодим Никифорович Дерюгин, графоман, автор «Тайной страсти»;
- 1982 — Операция на сердце — Глушков, член комиссии по положению дел в клинике;
- 1983 — За синими ночами — Миша, артист, муж Ольги Николаевны (озвучена Игорем Ефимовым);
- 1984 — Осиное гнездо — Мирча Альдя;
- 1988 — Кругосветное путешествие Бертольда Брехта — Франк Бехер;
- 1988 — Радости земные;
- 1988 — Щенок — журналист;
- 1989 — Приговор;
- 1989 — Зима в раю — Сергей Карпович, начальник Леонида Дмитриевича;
- 1989 — Женщины, которым повезло — Лев Сергеевич Трофимов, писатель;
- 1990 — Мечта, не предай — чтец / Раб-неофит / Дон Жуан;
- 1991 — По Таганке ходят танки — Геннадий Степанович, директор магазина;
- 1992 — Мелочи жизни — Иннокентий Михайлович, продюсер «Мадлен»;
- 1995 — Роковые яйца — профессор Стравинский.